# 特拉维斯·沃尔顿绑架案

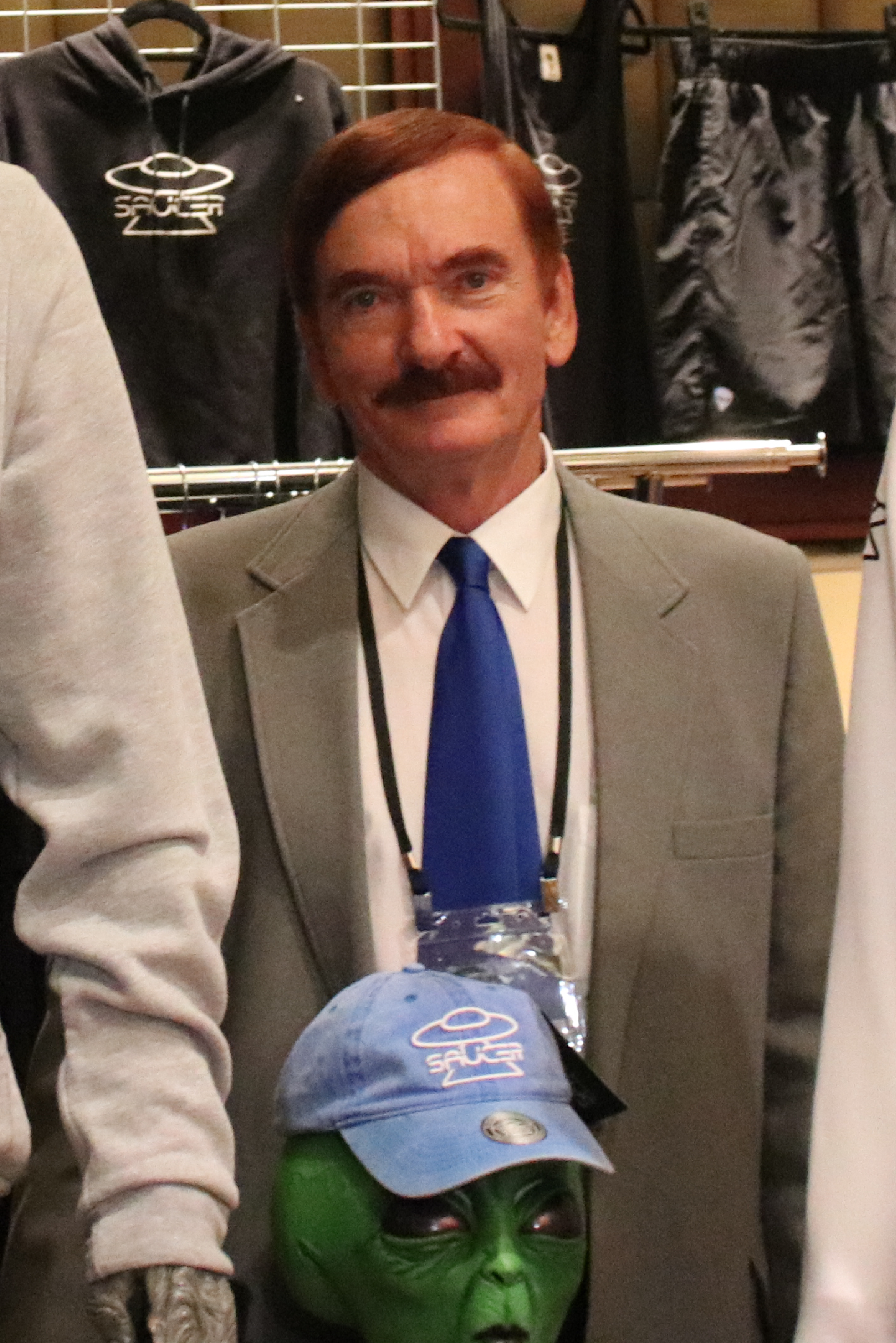
沃爾頓於2019年所攝。

特拉維斯·沃爾頓綁架案是一起疑似外星人绑架一位美國伐木工人特拉維斯·沃爾頓（英語：Travis Walton，1953年2月10日—）的事件，他公開表示自己於1975年11月5日在美國亞利桑那州斯诺弗莱克附近的阿帕奇-锡特格里夫斯国家森林工作時，被一個不明飛行物（UFO）綁架，發生第四類接觸。沃爾頓從1975年11月5日自森林內失蹤數天後，再度出現，表示自己遭遇外星人綁架，獲得主流媒體報導，引起各界關注和爭議。

## 事發經過

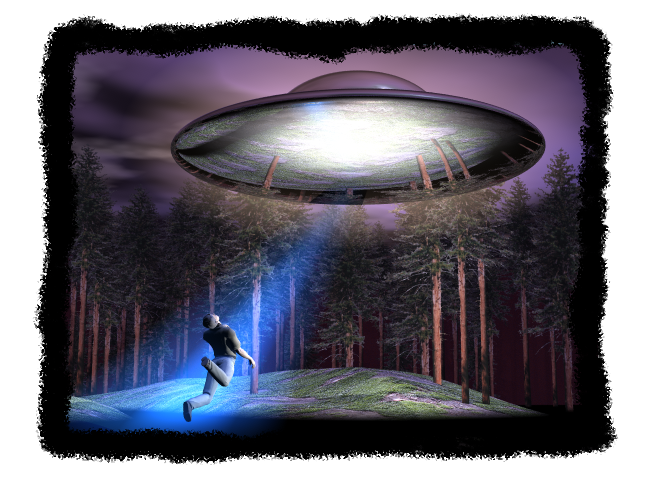
據沃爾頓所述繪製其與UFO接觸情形的模擬圖。

### 失蹤
1975年11月5日，美國亞利桑那州斯诺弗莱克附近的阿帕奇-锡特格里夫斯国家森林當地警方接獲民眾報案後趕到現場，發現報案人是該国家森林伐木队的伐木工人肯（Ken），他表示自己和在場另外五名同事共六人，親眼看到另一名同事沃爾頓被飛碟吸走。原本他們一群人收工後乘坐卡車返家，途中看到森林裡有不明亮光，便前去查看，結果看到一個巨大金屬碟狀物盤旋在距離地面大約110英尺上空，並發出刺耳的嗡嗡聲。沃爾頓下車走近查看，眾人見到一道光束突然從該不明飛行物射出並將沃爾頓擊昏，隨後光束將他包裹抬起約一英尺後，突然再把他拋至約十英尺外的地面；沃爾頓左肩著地，依然不省人事，其他六個人在驚嚇中逃跑。
後來眾人在一陣慌亂中不慎開車撞到土堆，才較為冷靜，便回去查看情形，卻發現沃爾頓已不見蹤影；他們找遍附近都沒看到人，於是只好報警。雖然警方對沃爾頓同事的敘述存疑，還是受理報案。此事幾天內便在當地傳開，全镇的人在树林进行地毯式搜寻，仍未見沃爾頓行蹤。

### 謀殺疑雲
這群伐木工人中的包工工頭邁克·羅傑斯（Mike Rogers）與沃爾頓是好友（後來成為姻親），沃爾頓正是為他工作。羅傑斯擁有一份森林施工服務合約，工作內容是負責清除阿帕契－席德格利茲國家森林中1200英畝土地上的灌木叢。警方懷疑沃爾頓的同事將他殺害後藏屍，再捏造這故事企圖脫罪。後來警方對眾人進行測謊，检验员是亚利桑那州公共安全部门的赛·吉尔森（Cy Gilson）；測驗中有題目是針對謀殺設計，結果五人通過測謊、一人的測驗結果無結論，但也無法判定說謊。

## 遭遇
五天後，沃爾頓的妹妹和妹夫突然接到一通电话，电话那头传来一个微弱的声音：「我是沃爾頓，我现在在赫柏加油站的电话亭里面。」兩人趕去該處，在电话亭裡發現全身縮成一團的沃爾頓，他身上還穿著失踪时的棉衬衫和牛仔裤。

### 「第四類接觸」
沃爾頓表示自己遭遇了某种嚇人的經歷，至今仍惊魂未定；此外，他以為事發至今才經過幾小時而已，而非過了幾天。沃爾頓描述當時自己被不明飛行物甩出去、昏迷醒來後，發現身處一間看起來像醫院的房間裡，他以為到了醫院，但定神一看，卻見到自己有生以來最可怕的景象：三個五英尺高的矮小人形生物正圍繞並且觀察著他。那些矮人有著大頭、大黑眼、小嘴和小耳鼻，他立即知道這些生物不是人類。沃爾頓描述自己和那些人形生物一陣打鬥，直到一個戴著透明頭罩的強壯男人把他帶走。那個人長相类似人类，身形高大健壯、肌肉發達、比例勻稱，身高約莫六呎二吋，體重約200磅；他留着長度垂盪耳旁的棕黄色头发，身著一件亮蓝色、材質如絲絨般柔軟的緊身衣，腰間繫着一條黑色腰帶，脚上穿着黑色长靴，眼睛呈黄褐色。這個男人手上和腰間沒有攜帶任何武器或工具，衣服上也沒任何標誌或徽記。沃爾頓以为對方是人类，便興奮上前求助並大叫著丟出各種問題，但此人僅以平和的沉默回应。
之後，沃爾頓被那個蓝衣人带进一个巨大庫房，裡面的空气清新凉爽、如同室外，天花板則由奇異的方形金屬板拼接而成，灯光从板中透出、類似陽光，房間裡停放一大兩小共三艘飛碟。沃爾頓以伐木工的專業敏感度估算大的飛碟直徑約20米，小的則略小。蓝衣人帶著他繼續走過長廊，進入一個小房間；房內另有身材和樣貌一樣出眾的兩男一女，穿著和該名蓝衣人幾乎相同，穿著一樣的柔軟藍色制服，只是沒繫腰帶。這群藍衣人雖然長相不同，外貌卻帶有如同一家人般的相似度。當中的一女一男將沃爾頓架到桌子上，無論他怎麼喊叫，兩人僅平静地看着他。沃爾頓被押上台後，女性蓝衣人拿一个透明的塑膠面罩罩在他臉上，他隨即昏迷。沃爾頓表示自己醒來後失去記憶，直到發現自己走在高速公路旁，而那個飛碟正從他頭頂上空飛離遠去。

### 外界關注
沃爾頓的遭遇引起各界關注。在沃爾頓公開陳述自己遭不明飛行物綁架的幾天後，八卦小報《國家詢問報》（The National Enquirer）報導稱由於沃爾頓和他的同事們通過由該報和不明飛行物研究團體「空中現象研究組織」（Aerial Phenomena Research Organization，縮寫：APRO）舉行的測謊，因此獲得由該報頒發的「年度最佳UFO事件獎」美金5000元獎金。亞利桑那州納瓦霍縣的警長將沃爾頓及其哥哥杜安（Duane）和母親描述為「長期關注研究不明飛行物的學生」，一些幽浮學家則相信沃爾頓的確被外星人綁架，其中幽浮學家吉姆·萊德威斯（Jim Ledwith）總結表示：「有五天的時間，警方認為沃爾頓被他的同事謀殺，接著他就被送回來了。事發當時在場、自稱看到外星飛船的那些同事，他們所有人都接受測謊，而且全部通過了，只有其中一位的測驗結果是無法判定的『無結論』。」。

## 後續發展

### 科幻作品與個人事業
1978年，沃爾頓撰寫出版了《天火啟示：沃爾頓奇遇》（Fire in the Sky：The Walton Experience）一書，他在書中詳細描寫闡述自己的經歷，而此書於1993年改編成同名科幻懸疑電影《外星追緝令》（Fire in the Sky）。當時派拉蒙影業（Paramount Pictures）在看過這本書後，認為沃爾頓在書中的敘述「太模糊、跟其他電視節目播過的外星『近距離接觸』太相似」，因此他們找來編劇特雷西·托尔梅（Tracy Tormé）寫出一個「更生動有趣、更具煽動性」的綁架故事。
1993年2月1日，當年負責對此事件相關人士進行測謊的检验员赛吉尔森召集所有人再做一次測驗，結果相關人士依然全部通過測謊
。1998年，專門研究不明飛行物和超自然現象的作家傑羅姆·克拉克（Jerome Clark）對沃爾頓事件評論道：“很少有外星人綁架的報導產生這麼多爭議”；「經過了二十幾年，沃爾頓當年披露的經歷仍然極具可信度，他的信譽完全沒問題，至今沒出現任何進一步的證據能讓人質疑他所描述內容的真實性。」。自從沃爾頓公開陳述自己的經歷後，他不時出席UFO研討會或參與電視節目錄製，也在亞利桑那州贊助成立自己的UFO研討會，該研討會名為「天火高峰會」（Skyfire Summit）。

### 《無謊言時刻》
在《天火啟示：沃爾頓奇遇》出版發行三十年後，2008年7月31日，沃爾頓參演FOX的真人秀遊戲節目《無謊言時刻》（The Moment of Truth），由抱持懷疑論的科學作家邁克爾·謝爾默（Michael Shermer）對沃爾頓提問。沃爾頓在節目中被問到他是否真的在1975年11月5日被不明飛行物綁架時，他回答「是」，測謊機判定他在說謊。
事後由於邁克爾·謝爾默考量到真人秀電視節目和測謊機的不足或缺點，可能影響沃爾頓在節目上的表現，因此謝爾默寫信給沃爾頓請他分享描述自己參與錄製《無謊言時刻》的來龍去脈和親身經歷。2012年8月，謝爾默在自己創立的非營利組織「懷疑論者協會」（The Skeptics Society）網站和部落格發表專文回顧探討沃爾頓的經歷和2008年那次參演《無謊言時刻》的情形，並公開沃爾頓於2009年的回信。

## 沃爾頓的信

### 真人秀的邀約
2009年8月21日，沃爾頓在回覆謝爾默的信件中表示自己原先通常不會想上如《無謊言時刻》之類的節目，因為如同在他的著作中所述，早在數十年前事發時他就已經和同事一起通過亞利桑那州警方的測謊，證實所言遭遇的真實性，根本沒必要多此一舉再上節目驗證。直到2008年他接到雇主將裁員上百人的通知，當中也包含自己，恰巧此時接到《無謊言時刻》節目製作單位的邀約，參賽者有機會獲得美金10萬元的獎金。沃爾頓表示一開始在諸多考量下，包含一直以來節目的製作手法和企圖藉由參賽者製造的「娛樂效果」、測謊員是製作單位的人，使參賽者難以過關，如此一來製作單位就不用發出獎金等種種節目未必公正的疑慮，而且那時的確幾乎很少有人能在節目中拿到任何獎金，加上合約中的苛刻條件，他拒絕了節目的邀約。
然而製作單位持續不懈地邀請他上節目，雙方幾經協調確認，當中包括製作單位應沃爾頓要求修改合約內容，並表示節目的遊戲規則也正逐步調整放寬以確保參賽者能更容易過關、獲得獎金。沃爾頓寫道迫在眉睫的裁員使他重新考慮這個通告邀約，他詢問製作單位是否使用精確良好且普遍公認的時下測謊方法，在獲得製作單位保證後，沃爾頓認為即便應該再更深入了解相關細節，但只要自己上節目說出實話，哪怕是令人尷尬難堪的私生活細節，他也可以獲得最高額的獎金。

### 批判測謊流程
沃爾頓在信中表達自己參與節目後對製作單位測謊方式的質疑和抨擊，包含他認為製作單位違反「美國測謊協會」（American Polygraph Association，縮寫：APA）的標準和實踐準則及其他公認的程序。沃爾頓談及自己回去後和妻子在能力範圍內，找了他們認為更具公信力、更精準、最新且最嚴格的測謊方式重新施測，結果完全通過測驗；他表示該種測試受到新墨西哥州當局的嚴格規範且其結果為當地法院採信，而提供測驗的那家檢測公司是由其他一些檢測員推薦，該公司的客戶包括新墨西哥州的阿爾伯克基警察局、新墨西哥州監獄以及美國法警局，使用最精良的高科技設備和普獲公認的方法施測。沃爾頓稱自己完美通過兩種不同的新式檢測。
此外，沃爾頓表示自己找到有個網站刊載了經法院認證的一位測謊專家於2004年撰寫的文章，該文批判並質疑《無謊言時刻》的測謊方式，指其毫無效度可言；他稱自己同樣從世界上一些最頂尖的測謊專家處收集到對該節目測謊流程更強烈嚴厲、毫不留情的抨擊批判等評論，也已經籌畫組織一些相關的國際媒體論壇。最後，沃爾頓認為他已準備好替自己辯護，而節目製作單位則令人相當遺憾被不誠實的測謊員欺騙了。

## 質疑論點
曾擔任「英國UFO研究協會」（British UFO Research Association，縮寫：BUFORA）調查主任的作家珍妮·兰德尔斯（Jenny Randles）對此案件寫道：「這是一種非典型的『第四類接觸』」。質疑事件真實性的論者認為此案是個騙局，將其形容為「媒體製造的聳動故事」及「用來削錢的騙局」。

### 經濟壓力和解套靈感
有「幽浮學福爾摩斯」之稱的已故記者菲利普·克拉斯（Philip J. Klass）是不明飛行物研究領域的知名懷疑論者，在經過調查後，他認為沃爾頓的故事是編造來騙取經濟利益的惡作劇，並在沃爾頓及其同事對於事發過程的敘述中發現許多出入。克拉斯報導表示由於當時沃爾頓和他同事的工作進度落後，工作合約中載明若未如期完成進度將扣發百分之十的工資，眼看快要趕不上1975年11月10日的期限、眾人即將違約，在沃爾頓所指自己被外星人綁架的1975年11月5日前兩週，NBC正好在黃金時段播出電視電影《不明飛行物事件》（The UFO Incident），該作根據希爾夫婦（Betty and Barney Hill）敘述發生於1961年的外星人綁架案改編而成，給了沃爾頓他們靈感捏造故事作為未如期完成工作的藉口。在事發後相關人士接受調查的錄音訪談中，當時的工頭羅傑斯曾表示自己的施工進度已經落後，希望沃爾頓的失蹤可以多少替這個問題解套。

### 調查與測謊的疑點
克拉斯提及在事件發生前，沃爾頓和他哥哥杜安多年來都在談論兩人過去在亞利桑那州見到的UFO，甚至約定若兄弟其中一人被UFO綁架，要向外星人要求把另一人也帶上UFO。杜安表明他們兩兄弟是終生的UFO愛好者。其次，在沃爾頓失踪的五天裡、媒體的幾次採訪和執法人員的偵訊中，沃爾頓全家人或同事都不擔心他的安危，杜安承認：「沃爾頓其實根本沒失踪，他知道自己在哪裡，我也知道他在哪裡。」。當其他人正忙於尋找沃爾頓時，杜安和羅傑斯大部分時間都在接受UFO調查員的採訪。除此之外，克拉斯表示此事件的相關測謊「操作管理不當」，沃爾頓為了通過測謊，在過程中使用「有助於過關的技巧」，例如暫時閉氣、屏住呼吸；克拉斯發現在較早進行的一次測驗中，其結果為「未通過」，而負責該次測謊的檢測員傑克·麥卡錫（Jack McCarthy）判定沃爾頓描述的經歷是個顯而易見的「大騙局」。

### 缺乏實際證據
2008年，製作主持播客節目《Skeptoid》多次獲獎的作家布萊恩·鄧寧（Brian Dunning）在節目中質疑此事件極度缺乏證據。他質疑沃爾頓被UFO射出的光束猛烈拋出且肩膀著地，卻毫髮無傷；事發現場地面上的松針沒留下任何擾動過的痕跡；整整失踪了五天，醫學檢查也沒發現沃爾頓身上留下任何創傷或營養不良的跡象。沃爾頓的故事若為真實，卻從未發現任何原本應該會有、可供驗證檢視的物理性證據，完全沒任何證據表明發生過任何事情。沃爾頓和他的同事只需依靠測謊，精心挑選對他們有利的測驗結果，並刻意忽視對他們不利的結果即可。鄧寧談到：「對證明沃爾頓綁架案真實性不利的測謊證據跟有利證據一樣多，這種自相矛盾的特性是測謊證據在法律上經常不被法庭採納的原因；從科學上嚴格說來，測謊結果什麼也沒告訴我們。」對於沃爾頓的經歷和事件的發展，他認為：「更合理的解釋是，由一群年輕的UFO愛好者為了賺錢或成名想出來的計劃已經成功了。」。

### 影視作品的影響力
2012年，邁克爾·謝爾默對於沃爾頓公開陳述的外星接觸做出批判，他表示：「我認為測謊機對於發掘真相不是可靠的決定性關鍵，而且我也認為特拉維斯·沃爾頓沒有被外星人綁架。從這兩點來看，不論是事發時的1975年還是之後的類似案例，自欺欺人的強大影響力就是我們需要了解的一切真相。」。而認知心理學家蘇珊·克蘭西（Susan A. Clancy）於2009年提出看法，她認為自從電影和電視開始播映外星人題材的影視作品以後，外星生物綁架案才開始隨之出現。在沃爾頓表示自己被外星人綁架不久前，NBC恰巧才播出相關題材的《不明飛行物事件》，沃爾頓很可能就是受到該片影響。克蘭西注意到自從這部電影播出後，外星人綁架案便開始增加，她引用克拉斯的結論對此現象總結表示：「在看完這部片以後，現在任何只要稍微有點想像力的人都可以瞬間爆紅、成為名人，而其中之一就是特拉維斯·沃爾頓。」。

## 相關著作
- Jerome Clark; The UFO Book: Encyclopedia of the Extraterrestrial; Visible Ink, 1998; ISBN 1-57859-029-9
- Terry Matheson; Alien Abduction: Creating A Modern Phenomenon; Prometheus Books, 1998; ISBN 1-57392-244-7
- Jenny Randles and Peter Houghe; The Complete Book of UFOs: An Investigation into Alien Contact and Encounters; Sterling Publishing Co, Inc, 1994; ISBN 0-8069-8132-6